# Bolotnoje
Bolotnoje (rusky Боло́тное) je město v Novosibirské oblasti v Ruské federaci. Při sčítání lidu v roce 2010 mělo přes šestnáct tisíc obyvatel.

## Poloha a doprava
Bolotnoje leží na jihovýchodě Západosibiřské roviny. Od Novosibirska, správního střediska oblasti, je vzdáleno přibližně devadesát kilometrů severovýchodně.
Přes Bolotnoje prochází Transsibiřská magistrála (stanice Bolotnaja leží na 3463. kilometru od Moskvy). Na jižním kraji město těsně míjí dálnice R255 vedoucí z Novosibirska přes Krasnojarsk do Irkutsku.

## Dějiny
Bolotnoje vzniklo v roce 1805 jako sídlo při Sibiřském traktu. Městem je od roku 1943.